# HD 81040
HD 81040 är en ensam stjärna belägen i den norra delen av stjärnbilden Lejonet. Den har en skenbar magnitud av ca 7,73 och kräver åtminstone en stark handkikare eller ett mindre teleskop för att kunna observeras. Baserat på parallax enligt Gaia Data Release 2 på ca 29,0 mas, beräknas den befinna sig på ett avstånd på ca 112 ljusår (ca 34 parsek) från solen. Den rör sig bort från solen med en heliocentrisk radialhastighet på ca 49 km/s och befann sig på 48 ljusårs avstånd för ca 527 000 år sedan.

## Egenskaper
HD 81040 är en gul till vit stjärna i huvudserien av spektralklass G0 V. Den har en massa som är ca 0,87 solmassor, en radie som är ca 0,91 solradier och har ca 0,8 gånger solens utstrålning av energi från dess fotosfär vid en effektiv temperatur av ca 5 800 K.
Stjärnans ålder är inte exakt känd. ELODIE-spektrografen angav 0,8 miljarder år och fann att den omges av en ung stoftskiva. Senare mätningar genom modellering av kromosfärisk aktivitet gav som resultat en ålder av 4,18 miljarder år.

## Planetsystem
År 2005 tillkännagav Sozetti upptäckten av en superjupiter exoplanet.
| Planet | Massa           | Halv storaxel (AE) | Siderisk omloppstid (d) | Excentricitet | Inklination | Radie |
| ------ | --------------- | ------------------ | ----------------------- | ------------- | ----------- | ----- |
| b      | ≥6,86 ± 0,71 MJ | 1,94               | 1 001,7 ± 7,0           | 0,526 ± 0,042 | -           | -     |